# Stoa Poikile
De Stoa Poikile (Oudgrieks: στοὰ ποικίλη, "beschilderde stoa") was de beroemdste stoa op de Agora van Athene. De Tempel van Hephaistos op de Kolonos Agoraios gezien vanuit het westen. Hij werd gebouwd ca. 475–450 v.Chr. onder verantwoordelijkheid van Peisianax en heette daarom oorspronkelijk Peisianaktios. De stoa stond aan de noordzijde van de Agora en had zijn open zijde op het zuiden. Hij was ca. 36 m. lang en bood uitzicht op de Panathenaeïsche weg naar de Akropolis. Aan de buitenkant stond een rij Dorische zuilen en binnenin een rij Ionische zuilen. De stoa werd al snel versierd met beschilderde houten panelen en kreeg toen de naam Stoa Poikile, die vanaf de 4e eeuw v.Chr. op inscripties voorkomt. De schilderingen zijn beschreven door Pausanias (1, 28, 3), die ze in de 2e eeuw n.Chr. nog heeft gezien. Ze waren gemaakt door de beroemde 5e-eeuwse schilders Polygnotus, Micon en Panaenus. De onderwerpen waren hoogtepunten uit de Atheense militaire geschiedenis: de strijd van de Atheners tegen de Amazonen, de strijd van de Grieken tegen de Trojanen, de overwinning op de Spartanen bij Oenoe en de Atheense overwinning op de Perzen in de Slag bij Marathon. Ook hingen er de Spartaanse schilden die waren buitgemaakt bij Pylos in 425 v.Chr. en waarvan er één bij opgravingen is teruggevonden.
De stoa was niet voor een specifieke functie gebouwd. Het was een ontmoetingsplaats voor de bevolking van Athene, maar hij werd ook wel voor officiële doeleinden gebruikt. Zo werd hier jaarlijks de oproep gedaan aan degenen die gekwalificeerd waren om de Mysteriën van Eleusis bij te wonen, en vonden er soms rechtszaken plaats. Figuren die men verder in de Stoa Poikile kon aantreffen waren volgens de bronnen: zwaardslikkers, jongleurs, bedelaars, parasieten en visverkopers. Ook filosofen vonden hier een gehoor. Ca. 300 v.Chr. gaf de filosoof Zeno van Citium in de Stoa Poikile zijn lessen en werd de stichter van de filosofische school die naar deze plaats de Stoa werd genoemd.

## Referentie
- Athenian Agora Excavations - Stoa Poikile[dode link]